# Hulta hagar
Hulta hagar är ett naturreservat i Karlsborgs kommun i Västra Götalands län.
Området är skyddat sedan 2009 och är 27 hektar stort. Reservatet är beläget 6 km nordost om Undenäs i Karlsborgs kommun. 

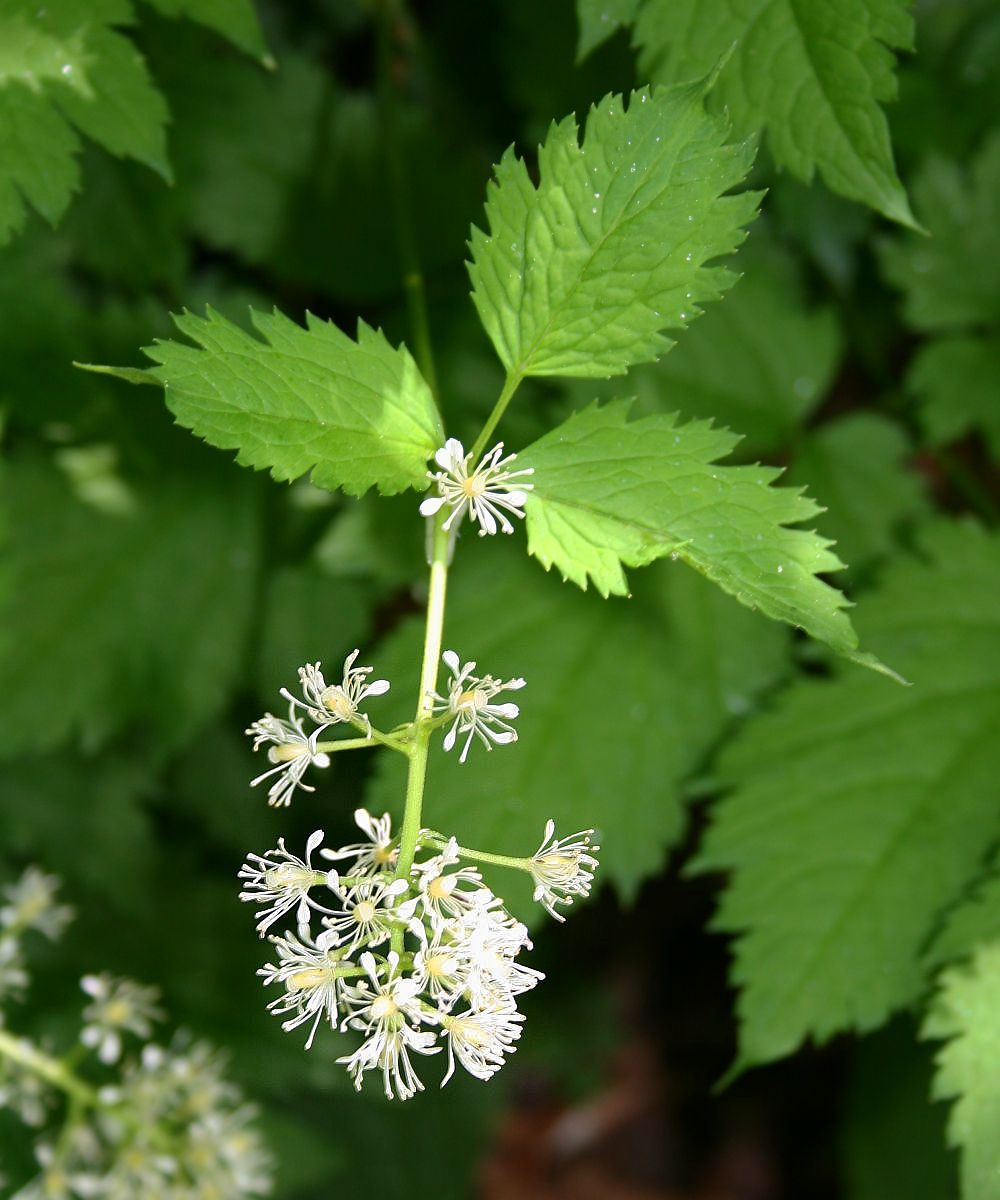
Trolldruva

Reservatet är ett område med betad hagmark och värdefulla stora lövträd. Inom den västra delen står en hög lövskog med grova aspar och ädellövträd som ek, ask och lind. En del av träden är mycket gamla. Till stora delar är reservatet flackt med inslag av lätt kuperad terräng och mindre sluttningar. Växter som ormbär och trolldruva kan hittas inom området.
I den västra delen av området finns en domarring som består av två stenringar med nio stenar i varje. Inom området finns rikligt med odlingsrösen. 
Området ingår i EU:s ekologiska nätverk av skyddade områden, Natura 2000. 